# Muñequita Milly
Flor Sheiza Quispe Sucapuca (Yanahuaya, Puno, 18 de diciembre de 2000-Miraflores, 3 de abril de 2024),conocida por su nombre artístico Muñequita Milly, fue una cantante peruana, que consolidó su carrera artística dentro de la música andina.

## Biografía

### Primeros años y trayectoria
Nació el 18 de diciembre de 2000 en Yanahuaya, distrito de la provincia de Sandia, departamento de Puno, bajo el nombre completo de Flor Sheiza Quispe Sucapuca.Era la hija de Jaime Quispe y María Luz Sucapuca.
Realizó sus estudios en la Escuela de Yanahuaya y posteriormente en el Colegio Miraflores. Quispe mostró su interés en la música desde los cinco años, por lo cual participó en un concurso artístico de su zona, interpretando canciones de la también cantante folclórica Fresialinda. Gracias a ello empezó una carrera musical bajo el nombre de Muñequita Milly durante mediados de la primera década del siglo XXI.A lo largo de su trayectoria, popularizó como intérprete los temas musicales «Ojitos hechiceros», «Busca de otro amor», «Ahora sufre», «Quédate con ella» y «Maldito destino», ambas bajo la composición de su hermano Oliver Quispe.
Durante la pandemia de COVID-19, Muñequita Milly fue parte de la grabación de sus nuevos materiales, «No me busques», «Pienso en ti», «Boquita de caramelo» y «Mix recuerdos», obteniendo un rotundo éxito en la plataforma YouTube.Seguidamente, se presentó en diferentes conciertos en la capital Lima y otras ciudades de su país.
En 2023, lanzó su último sencillo, «Mil años», manteniéndose en el folclore peruano y convirtiéndose en una de las jóvenes promesas de su género, además de incursionar en la cumbia peruana.

### Fallecimiento
El 27 de marzo de 2024, Muñequita Milly fue a realizarse una cirugía estética en la Clínica Santa Catalina, propiedad del médico peruano Víctor Barriga Fong; y ubicada en el distrito de La Victoria.Según el portal Infobae, Fong es conocido por haber realizado diversas intervenciones estéticas para varias celebridades del medio localy se supo además que tuvo algunos antecedentes de procedimientos realizados de manera incorrecta, siendo uno de ellos el de la actriz y bailarina Maricielo Effio. Durante el día de su cita médica, Quispe se sometió a una liposucción con éxito, dada de alta tras perder sangre en su organismo y guardó descanso en su casa. A los pocos días, Quispe sufrió un malestar, siendo trasladada a la Clínica del Inca, ubicada en el distrito de Miraflores, siendo atendida por la unidad de cuidados intensivos.
Falleció la mañana del 3 de abril de ese año en el mismo lugar a la edad de veintitrés años, debido a complicaciones médicas,dejando a un hijo en la orfandad, fruto de su relación sentimental con Wilfredo Quispe Gaspar.Antes de su muerte, Muñequita Milly realizó su último concierto en Moquegua en marzo. Tras la noticia de su muerte, remeció los medios de comunicación de su país.
A horas después de su fallecimiento, la Clínica del Inca publicó un comunicado declarando que Quispe no se había sometido a la operación en su local, señalando que ninguno de sus cirujanos estuvieron involucrados. El abogado de la fallecida cantante habló con Fong sobre la situación, ya que tenía asesoría legal y afirmó cumplir con los protocolos de seguridad.El padre de la cantante, Jaime Quispe, denunció a Fong por el delito de homicidio culposo de mala praxis tras lo sucedido.
Conocidas figuras de la música peruana como  Sonia Morales, Dina Páucar y Fresialinda mostraron las condolencias para la familia Quispe, además de ser homenajeada por el Ministerio de Cultura de ese país.Sus restos fueron trasladados a su ciudad natal, donde fueron veladoshasta su entierro el 6 de abril de ese año en el Cementerio "Los Angeles de Juliaca", en compañía de fanáticos y familiares de la artista, pidiendo justicia por su muerte.Por otro lado, la Clínica Santa Catalina fue clausurada temporalmente hasta que se resuelva el problema.

## Discografía

### LP en estudio
- 2013: Te esperaré bajo la lluvia
- 2014: Vas a llorar
- 2015: Tus engaños
- 2017: Mi único amor
- 2018: Sin piedad me dejaste
- 2019: Olvídate de mi
- 2020: Pienso en ti
- 2020: Comerciante
- 2021: Ya no me hagas llorar
- 2022: Quién toma más que yo
- 2022: Juguete de amor
- 2022: La vida es una sola
- 2023: Quiero ser tu corazón
- 2023: Mil años